# Narciso Sentenach
Narciso Sentenach y Cabañas (Soria, 5 de diciembre de 1853-Madrid, 26 de agosto de 1925) fue un historiador, crítico de arte y arqueólogo español.

## Biografía

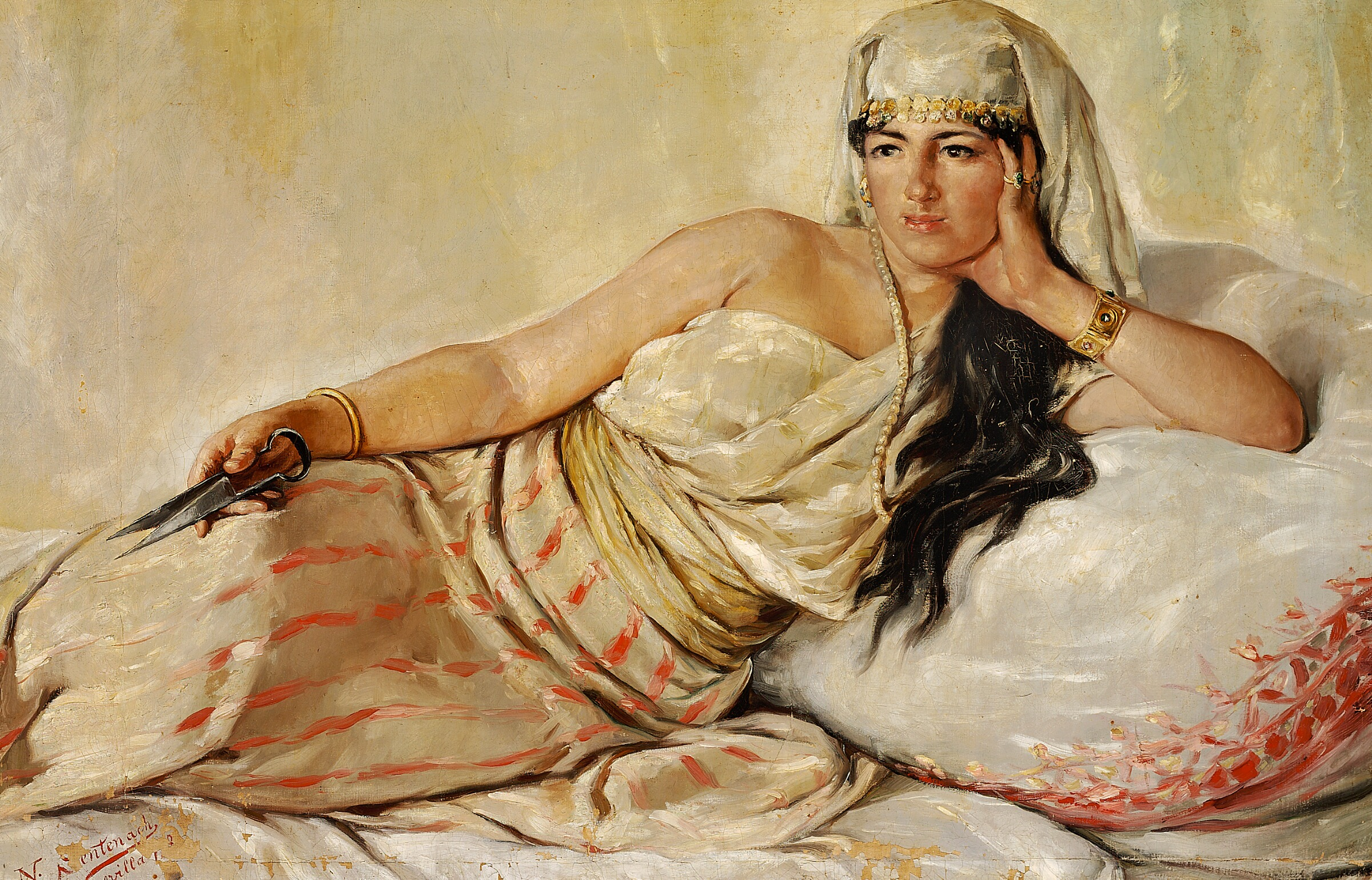
Pintura de Sentenach

Debido al destino de su padre, catedrático y director del Instituto Nacional de Segunda Enseñanza de Córdoba, pasa su infancia y juventud en Córdoba.

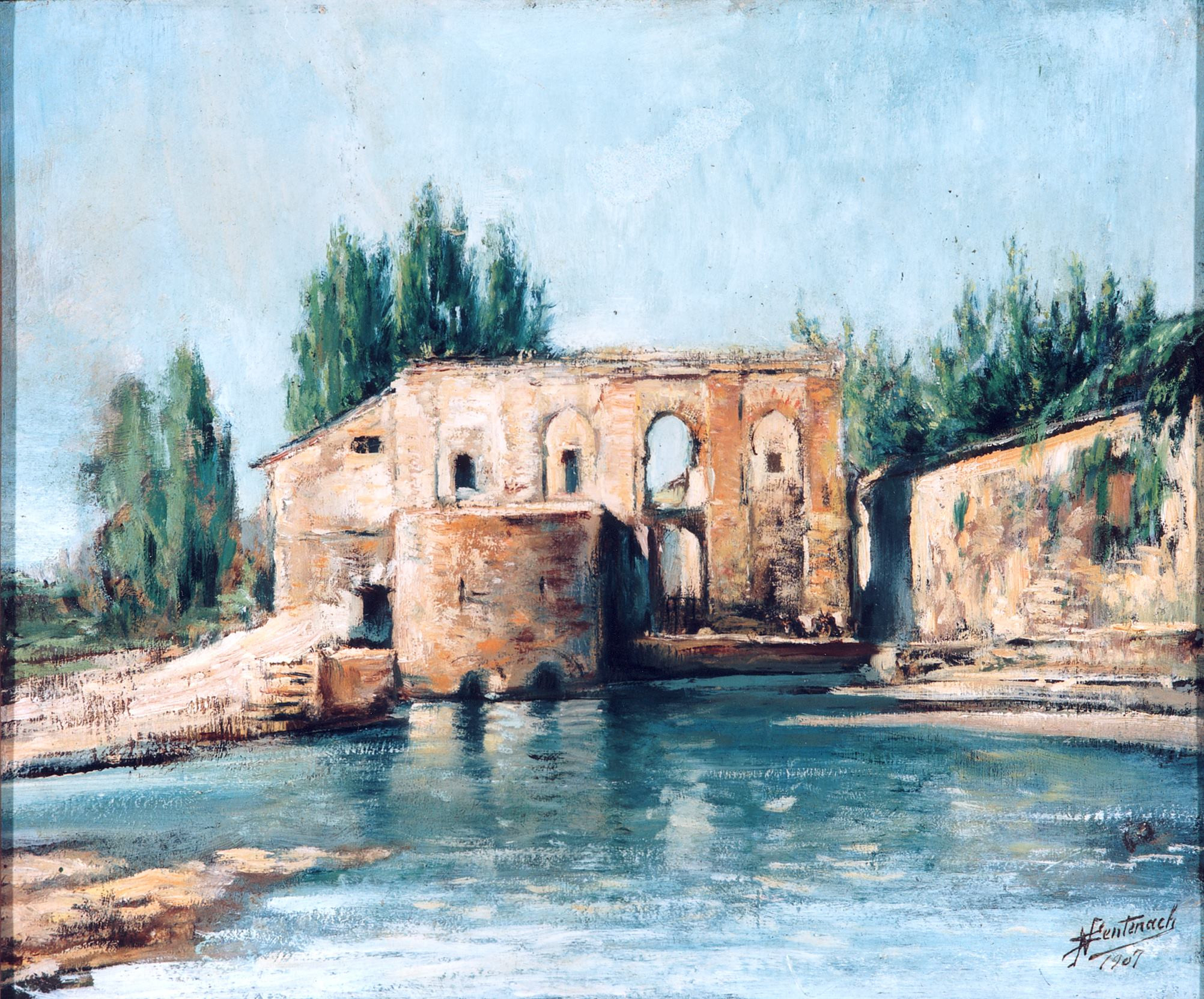
Molino de la Albolafia (1907)

Estudió Derecho y Filosofía y Letras y pasó luego a la Escuela Superior de Diplomática e ingresó por oposición en el Cuerpo Superior de Archiveros, Arqueólogos y Bibliotecarios. Interesado por las artes industriales y artesanales y por la pintura, pues él mismo era pintor, se fue inclinando por la historia del arte. Con su amigo José Gestoso y Pérez recorrió todos los barrios de Sevilla en busca de antigüedades romanas y árabes. Trabajó junto con su amigo José Ramón Mélida en el Museo Arqueológico Nacional, donde fue jefe de la Sección Americana, y llegó a dirigir el Museo Nacional de Reproducciones Artísticas.
Durante un breve tiempo dirigió el Museo de Tarragona antes de instalarse en Madrid en 1892. En ese año fue secretario general del jurado de la Exposición Histórico Americana en el Cuarto Centenario del Descubrimiento de América. Publicó artículos en el Boletín de la Sociedad Española de Excursiones, en la Revista de Archivos, Bibliotecas y Museos, de cuyo consejo de redacción formaba parte, y en La Ilustración Española y Americana. El 13 de octubre de 1907 fue acogido en la Real Academia de Bellas Artes de San Fernando. Hizo trabajos arqueológicos con sus correspondientes memorias en Tiermes, Clunia, Bílbilis y Segóbriga. Se interesó por los Catecismos de la doctrina cristiana en jeroglíficos indígenas americanos y publicó un estudio sobre ellos. Uno de sus últimos trabajos fue el catálogo monumental de Burgos.

## Obras
- La pintura en Sevilla: Estudio sobre la escuela pictórica sevillana desde sus orígenes hasta nuestros días, Establecimiento Tipográfico de Gironés y Orduña, 1885.
- Catálogo de los cuadros, esculturas, grabados y otros objetos artísticos de la antigua Casa Ducal de Osuna, expuestos en el Palacio de la Industria y de las Artes. Segunda edición, corregida y aumentada. Madrid, Est. tip de la Viuda é Hijos de M. Tello, 1896.
- La lengua y la literatura sánskritas ante la crítica histórica: Conferencias dadas en el Ateneo de Madrid en las noches del 7 y 11 de enero de 1897, Imprenta La Verdad, 1898.
- Ensayo sobre la América precolombina, Toledo: Impr. y Librería de la Viuda e Hijos de J. Peláez, 1898.
- Estudios sobre numismática española, Tip. de la Revista de Arch., Bibl. y Museos, 1905 (2ª ed., id., 1906-1909, 3 vols.).
- Narciso Sentenach y José Ramón Mélida, Evolución de la escultura española: Discursos leídos ante la Academia de Bellas Artes de San Fernando, Real Academia de Bellas Artes de San Fernando - Nueva imprenta de San Francisco de Sales, 1907.
- La pintura en Madrid desde sus orígenes hasta el siglo XIX, Madrid: Administración del "Boletín de la Sociedad Española de Excursiones", 1907.
- Bosquejo histórico sobre la orfebrería española. Madrid: Revista de Arch., Bib. y Museos, 1909.
- Los grandes retratistas en España, Fototipia de Hauser y Menet, 1914.
- El Escudo de España, Madrid, Revista de Arch., Bib. y Museos, 1916.
- Técnica pictórica del Greco, Fototipia de Hauser y Menet, 1916.
- Catálogo Monumental de Burgos, Inédito, 1922 - 1924